# Зелёный Гай (Зеленогайский сельский совет, Васильковский район)
Зелёный Гай (укр. Зелений Гай) — село,
Зеленогайский сельский совет,
Васильковский район,
Днепропетровская область,
Украина.
Код КОАТУУ — 1220785501. Население по переписи 2001 года составляло 300 человек.
Является административным центром Зеленогайского сельского совета, в который, кроме того, входят сёла
Долгое,
Копани,
Крутенькое,
Новоандреевка,
Тараново,
Хвыли и входило ликвидированное село
Красногорское.

## Географическое положение
Село Зелёный Гай находится в 4-х км от правого берега реки Чаплина,
в 1,5 км от села Долгое, в 2,5 км от сёл Копани, Крутенькое и Красногорское, в 35 км к востоку от районного центра и в 12 км от железнодорожной станции Просяная на линии Синельниково — Чаплино Донецкой железной дороги.
Через село проходит автомобильная дорога Т-0427.

## История
Основано в 1921 году. По состоянию на 1977 год в селе проживало 372 человека в 95 дворах.